# Benny Feilhaber
 (janvier 2018).
Si vous disposez d'ouvrages ou d'articles de référence ou si vous connaissez des sites web de qualité traitant du thème abordé ici, merci de compléter l'article en donnant les références utiles à sa vérifiabilité et en les liant à la section « Notes et références ».
Benny Feilhaber est un joueur international américain de soccer né le 19 janvier 1985 à Rio de Janeiro au Brésil. Il joue au poste de milieu de terrain. Il est l'entraîneur du Roots d'Oakland.

## Biographie

### Premières années
Feilhaber, descendant d'une famille autrichienne juive, s'établit aux États-Unis après avoir passé six ans au Brésil. Après être passée par New York et le Texas, sa famille s'installe en Californie où il rejoint l'école secondaire de Northwood à Irvine et devient un élément important au milieu de terrain de l'équipe de soccer de l'école. Après son diplôme obtenu en 2003 il s'inscrit à l'Université de Californie à Los Angeles où il devient un joueur essentiel en milieu de terrain des Bruins. Après sa deuxième année à l'UCLA, Feilhaber est appelé par la sélection des moins de 20 ans pour la Coupe du monde des moins de 20 ans en 2005 aux Pays-Bas.

### Débuts professionnels en Allemagne
Ses performances dans le tournoi attirent l'attention de plusieurs équipes européennes et, après la représentation des États-Unis lors des Jeux de Maccabiah 2005 en Israël, Feilhaber signe pour Hambourg en juillet 2005. Au cours de la saison 2005-2006, Feilhaber joue avec l'équipe réserve de Hambourg en troisième division (Regionalliga). Le 12 octobre 2006, il fait ses débuts de Bundesliga, comme remplaçant en deuxième mi-temps lors d'une défaite à domicile 2-1 face à Schalke 04. Son premier match avec le 11 de départ intervient le 22 octobre 2006 quand il joue l'intégralité de la rencontre dans une victoire 2-1 contre le Bayer Leverkusen. 

### Brève expérience à Derby County
Le 9 août 2007, Feilhaber obtient un permis de travail lui permettant d'évoluer en Premier League avec Derby County. Il signe alors un contrat le 10 août 2007 et fait ses débuts pour le club le 17 septembre 2007.
Après le renvoi de Billy Davies et la nomination de Paul Jewell, Feilhaber manque de temps de jeu. Pendant la fenêtre des transferts de l'hiver 2009, il semble proche du Maccabi Tel-Aviv et d'un club de MLS mais rien ne se concrétise.

### Le Danemark et l'AGF Århus
Le 15 août 2008, Feilhaber a été annoncé en tant que nouveau joueur pour l'équipe danoise AGF Århus. Après trois saisons au Danemark et une relégation en 2010, il retourne aux États-Unis.

### Poursuite en MLS
En avril 2011, Feilhaber fait part de sa volonté de rejoindre la Major League Soccer, le championnat d'élite nord-américain. Il est alors sélectionné par le Revolution de la Nouvelle-Angleterre via un processus spécifique de repêchage de la MLS pour les internationaux américains. À l'issue de sa seconde saison en Nouvelle-Angleterre, il est transféré au Sporting de Kansas City.
Arrivé en 2013 à Kansas City, Feilhaber s'impose rapidement au centre du milieu de terrain et devient un joueur majeur de la ligue, obtenant notamment une sélection à la rencontre des étoiles de la MLS et une sélection dans le meilleur 11 en 2015. Avec le Sporting, il obtient deux coupes nationales après avoir remporté la Coupe MLS en 2013.
Après ces cinq saisons avec le Sporting de Kansas City, Benny Feilhaber est envoyé à la franchise d'expansion du Los Angeles FC le 3 janvier 2018 contre 200 000 dollars en montant d'allocation générale et autant en allocation ciblée.

### Fin de carrière sportive
Le 11 mars 2020, il annonce sur ses réseaux sociaux mettre un terme à sa carrière sportive après quinze ans de professionnalisme.

### Carrière internationale
Feilhaber a été appelé deux fois en équipe nationale des États-Unis pour affronter l'Écosse le 12 novembre 2005 et l'Allemagne le 22 mars 2006, mais n'a pas joué une seule rencontre.
Le 30 novembre 2006, il décline une approche de l'entraîneur Andreas Herzog pour jouer pour l'Autriche et affirme se concentrer pour avoir sa place avec les États-Unis.
Le 15 mars 2007, Feilhaber est de nouveau placé parmi les 24 joueurs que l'entraîneur sélectionne pour les matchs amicaux contre l'Équateur et le Guatemala les 25 mars et 28 mars 2007. Feilhaber fait ses débuts en sélection nationale le 25 mars 2007 contre l'Équateur et a inscrit son premier but contre la Chine le 2 juin suivant. Il marque ensuite le but de la victoire pour la Gold Cup 2007 le 24 juin 2007.
Par ailleurs, Feilhaber a été appelé dans l'effectif des États-Unis des moins de 23 ans qui a évolué aux Jeux olympiques d'été de 2008.

## Palmarès
- États-Unis
  - Vainqueur de la Gold Cup en 2007

- AGF Århus
  - Champion de deuxième division danoise en 2011

- Sporting de Kansas City
  - Vainqueur de la Coupe MLS en 2013
  - Vainqueur de la Coupe des États-Unis en 2015 et 2017